# Convent de Santa Madrona
|  | Aquest article tracta sobre el convent dins dels murs de la ciutat de Barcelona. Si cerqueu el convent extramurs, vegeu «Santa Madrona de Montjuïc». |

Santa Madrona fou un convent de l'Orde dels Caputxins establert al marge esquerre de la Rambla de Barcelona ocupant bona part dels terrenys d'on avui hi ha la Plaça Reial. Acabat de bastir el 1723 fou enderrocat el 1823 i reconstruït el 1829 i exclaustrat pocs anys més tard. Mentre existí aquesta casa albergava l'administració de la Província Eclesiàstica de l'Orde.

## Antecedents
Els caputxins s'establiren a Barcelona l'any 1570. Els Consellers els cediren l'ermita de Santa Madrona, a la falda de Montjuïc; però aviat es va fer donació d'un altre lloc al poble veí de Sant Gervasi de Cassoles, on van residir fins a l'any 1578 en què Joan Terrés, cavaller barceloní, els oferí un terreny per construir un convent a la part occidental de Sarrià, i una capella dedicada a Santa Eulàlia, al lloc, segons la tradició, hi havia antigament la casa de camp dels pares d'aquella verge i màrtir. Van erigir en aquest punt un convent, que fou la primera seu de l'orde a Espanya. Al mateix temps van determinar fundar el convent del Mont Calvari també extramurs, al costat del barri de Gràcia, al lloc conegut amb el nom de Caputxins Vells. Així el 14 de desembre de l'esmentat 1578 va col·locar la primera pedra de la seva església el bisbe de Barcelona Joan Dimes Lloris, amb assistència dels consellers de Barcelona i altres moltes persones. Fou conclòs el 1580, el mateix prelat el va beneir l'11 de desembre. El pla de Barcelona vulgarment anomenat dels Caputxins Vells, era on avui creuen els carrers de Girona, Bailén i Passeig de Sant Joan amb els de València, Mallorca i Provença.
Tot i que els caputxins hi van edificar el seu convent no abandonaren la capella de Santa Madrona; on, almenys des de 1625, van quedar alguns custodiant-la, de manera que la congregació va tenir al terme de Barcelona dues cases. «i aquesta església i casa (la de Santa Madrona) és edificació de la ciutat i les conserva i sustenta a són despesa, i els consellers tinença les claus de la Caxa del cors Sanct i del sacrari hont reposa. És santuari de gran devoció». La casa o convent de Santa Madrona es trobava a la cara nord-est de la muntanya de Montjuïc, al lloc on al segle xix hi va haver la font anomenada de la Satalia, o molt al seu costat.
Per raó del setge de Barcelona per part de les tropes filipistes el convent es trobava fortificat o ocupat militarment. No obstant això religiosos, que serien pocs, continuaven habitant-lo, de manera que un d'ells, de nom Fr. José de Molins de Rei, va morir d'un tret d'artilleria, que li va treure una cama. Els frares malalts eren traslladats a la ciutat, a casa del Sr. Sambesart per a tenir millor assistència. El resultat final del setge fou terrible tant per al convent de Mont Calvari que fa per a la capella i casa de Santa Madrona, doncs els tres van quedar reduïts a enderrocs.

## Primer convent de la Rambla (1723-1823)
Per estar enderrocat el convent del Mont Calvari per causa de la guerra, la comunitat va habitar al Col·legi de Sant Teobald del Bisbe de Barcelona, i l'ocuparen des de 20 de setembre de 1714 fins al 5 de juny de 1723 que va ser el temps en el qual s'erigí el nou Reial Convent de Santa Madrona a la Rambla. El Col·legi de Sant Teobald era la seu del Seminari Conciliar, l'edifici fou convertit en l'angle nord de la Casa de la Caritat, és a dir angle format pels carrers de Montalegre i Valldonzella. Per a indemnitzar la pèrdua dels convents el Rei va donar als caputxins un lloc a la muralla de la Rambla davant del Col·legi de Sant Angelo dels Carmelites calçats, el terreny estava destinat per a l'erecció d'un convent de monges de la Concepció de la Mare de Déu. Oberts els fonaments del nou edifici, es va posar en ells la primera pedra a les cinc de la tarda del 15 d'agost de 1718, a la cerimònia van assistir el Comandant General de l'Exèrcit i Principat Marquès de Castel-Rodrigo, els ministres de la Reial audiència, els administradors de la ciutat i els religiosos. Acabat el convent el matí del 5 de juny del 1723 el va beneir amb tot el cerimonial del ritu el capellà-rector de l'església del Pi, i a la tarda amb assistència del cos municipal va ser traslladat el Santíssim Sagrament des d'aquesta parròquia, el 4 de juliol immediatament es van dur també a ell en processó les relíquies de Madrona de Tessalònica, que ja els religiosos posseïen a la capella de Montjuïc, i estaven dipositades llavors a la Catedral.
| « | Excm. Senyor.-D. Joan Planas i Manau Notari Públic Reial Col·legiat de nombre de Barcelona, Síndic del Convent de PP. Caputxins de Santa Madrona d'aquesta ciutat amb la mes atenta submissió a V.I. va manifestar que en l'any 1717 després del lloc que va patir Barcelona en què van ser enderrocats els dos convents de caputxins que eren fora dels seus murs, va tenir a bé la pietat del senyor Rei D. Felip V amb Reial Cèdula donada a Madrid a 2 de juliol de 1717, en vista de la sol·licitud que li va dirigir el Virrei i Capità General de Catalunya Marquès de Castel-Rodrigo, el disposar que s'erigís un convent a l'hort anomenat del Vidre (que era el terreny comprès entre el Carrer del Vidre i la muralla) al raval immediat a la muralla, on hi havia el passeig de la Rambla, el que van verificar sota l'empara i protecció de l'Ajuntament segons el manat per la seva Majestat amb carta de 15 d'abril del 1717 edificant l'expressat Convent en aquells terrenys que van comprar de D. Josep de Peguera i de Rialp i altres veïns amb aquelles 4.041 lliures, 13 sous, 4 diners que i van ser el preu de la venda al quitar que van signar a José Bahils de la mateixa Ciutat de totes les terres i edificis on hi havia el Convent del Mont Calvari conegut pels Caputxins Vells, havent-los cedit dit Virrei amb decret de 23 de febrer 1718 amb facultat de l'expressat senyor Rei setanta-cinc canes al llarg amb set de fons del mur vell per al frontispici d'aquest convent, i segons tot consta en la secretària d'aquest Excm. Ajuntament. | » |

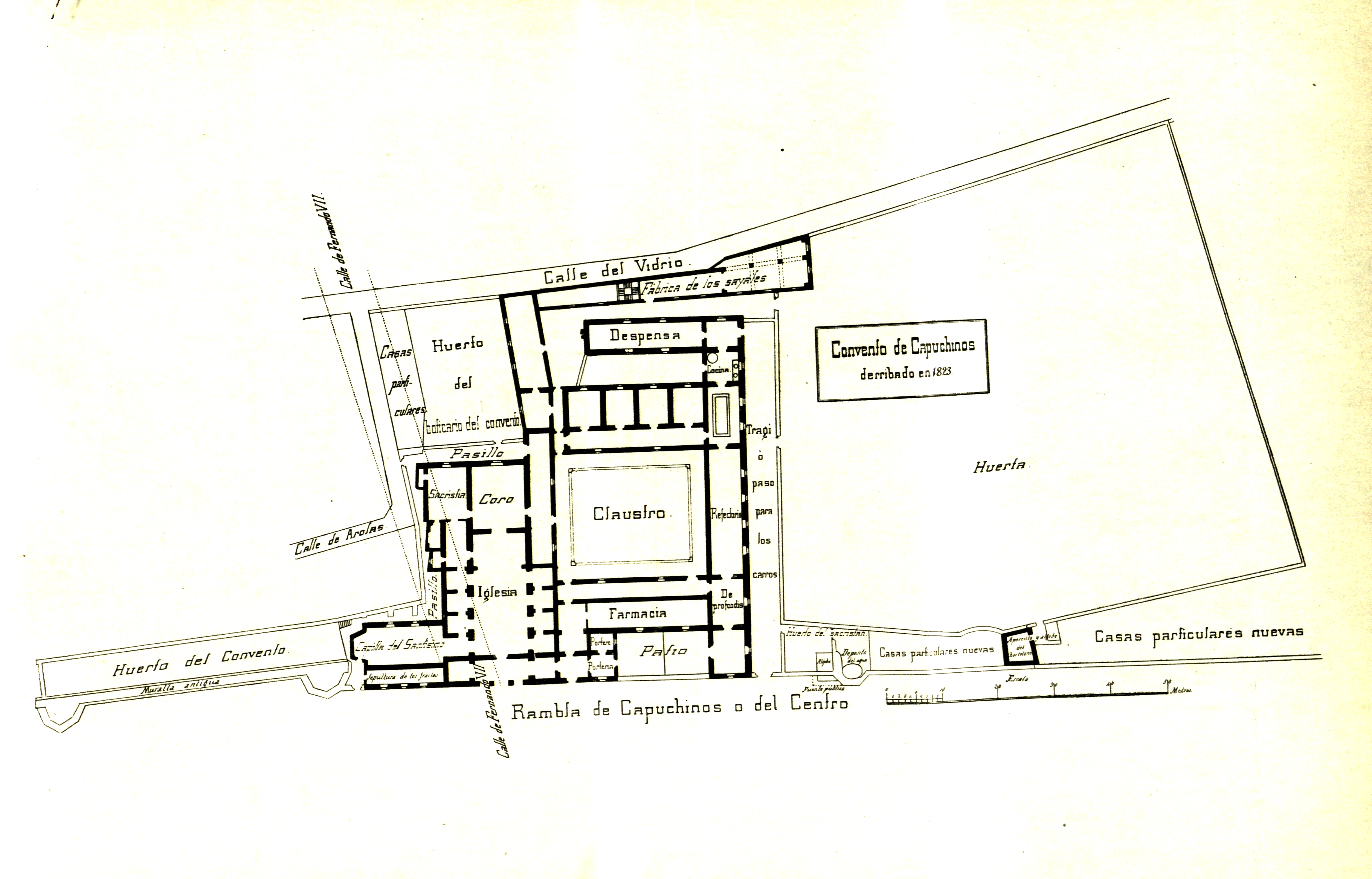
Planta del Convent de Santa Madrona de Barcelona derruït el 1823 d'acord amb Gaietà Barraquer

Els límits del solar on s'havia d'edificar el convent i deixar l'horta eren, doncs, els següents: l'oriental Carrer del Vidre, que passava llavors en línia gairebé recta des de la de Quintana a la d'Escudellers; el meridional la part posterior de les cases d'aquest últim carrer, que queia si fa no fa a la galeria sud de l'actual Plaça Reial i el Passatge de Bacardí; a l'oest la rambla, que hi passava gairebé recta, perquè descrivia lleugers angles entrants i sortints, i al nord en part d'edificis que estaven on avui passa el Carrer de Ferran VII, i llavors no existia, i part un carrer que la construcció de la de Ferran es va empassar. Aquest carrer era la continuació de la de n'Aroles. Venia com ara i per on ve ara, del Carrer de la Boqueria, però en arribar al rierol de l'actual de Ferran, doblava cap a la plaça de Sant Jaume, i anava a desembocar a la del Vidre. A més el convent posseïa un llenç de muralla i de terra més enllà d'aquesta muralla, és a dir al seu Orient, que partint de l'actual cap de Carrer de Ferran VII, pujava un bon tros cap al pla de la Boqueria, arribant fins davant on avui hi ha el Liceu. Aquesta terra estava conreada com horta del convent.
El temple afrontava a la Rambla, i venia situat sobre l'entrada del Carrer de Ferran. Al costat de l'Epístola, o de cap al mar, hi havia el convent, i al costat sud d'aquest l'horta, avui Plaça Reial. Aquest edifici no va arribar a 1835, ja que en 1823 el furor constitucional el va enderrocar. Al segle xviii es va rectificar la línia de la façana de la Rambla, col·locant-la tota en línia recta. S'entrava al temple per un pòrtic de tres arcs, tancats per reixes de fusta pintada de vermell. Creuats el pòrtic i la porta, s'entrava a una església perfectament caputxina la qual església però aquí tenia aditada a la primera capella del costat de l'Evangeli, i col·locada en sentit perpendicular a l'eix del temple, una molt gran capella del Santíssim, la qual vindria a caure sobre la segona botiga o porta d'aquell costat de l'actual carrer de Ferran. Després de l'absis hi havia el cor, i al costat nord d'aquest la sagristia, tot segons l'estil caputxí. A mà dreta del pòrtic hi havia una porta, que donava accés al claustre, en el qual hi havia un altar amb la Divina Pastora. Aquest claustre, no gaire gran, tenia una dotzena de xiprers que envoltaven un pou o cisterna amb muntants i politja, per la qual passava una cadena, als extrems se sostenien dues galledes de ferro amb bec a la seva tapadora per beure; mes per tal que ningú pogués aplicar a ell els llavis tenia aquest al seu voltant quatre puntes més llargues que ell. Al voltant del claustre quedaven les oficines comunes de la casa. A esquena d'aquesta, bé que separada d'ella pel carreró interior anomenat del Tragí, i donant al Carrer del Vidre, hi havia la quadra o fàbrica de la tela de llana dels hàbits, la qual es feien els mateixos frares.
Caminant per la Rambla, de l'edifici cap al mar, hi havia després del convent l'entrada al carreró del Tragí; el qual des de la Rambla fregava el costat meridional del convent, i després girava pel peu de l'oriental, on el separava de l'edifici. La façana de l'edifici comprenent la capella del Santíssim, temple i convent, mesurava 354 pams catalans equivalents a 68,80 metres. Deixada enrere la porta del Tragí, i seguint Rambla avall, hi havia una font pública i el seu dipòsit d'aigües tant d'aquesta com del convent, encastats ambdós a la tanca de l'horta del convent, que s'estenia al sud de l'edifici, lloc on s'estén avui dia gran part de la Plaça Reial. Prosseguint per la Rambla cap al mar, primitivament hi havia la tanca de l'hort, però després els mateixos frares al segle xviii van alienar la zona que donava a la Rambla, i allà es van edificar cases particulars, quedant l'horta després d'elles. El convent va necessitar diners per a les seves edificacions posteriors. L'horta d'est a oest mesurava a la part mitjana 75,8 metres i de nord a sud també en la seva part mesurava 78,52 metres, donant-li així una cabuda de 5.951 metres quadrats. Passant com passava el Carrer del Vidre en línia gairebé recta des del tros d'ella que queda al costat de la de Ferran, a què queda al costat de la de Escudellers, resulta que l'horta del convent mai va comprendre la galeria oriental de la Plaça Reial.
Al llibre d'òbits d'aquesta casa religiosa, a les anotacions de 1793 i anys posteriors, hi ha els noms d'alguns caputxins francesos, els quals, segons expressa la mateixa nota, havien emigrat de la seva terra a causa del Regnat del Terror. El mateix arravatament anticlerical que els va obligar a fugir de la seva pàtria i aixoplugar-se sota el sostre caputxí de Barcelona, l'any 1823 s'enderrocà aquest convent. Els liberals per mitjà de pronunciaments militars van triomfar sobre la voluntat anti-liberal del Rei, el 1820; i obertes Corts, aquestes per decret de 5 de maig de 1822, com si el convent pertanyés a la seva propietat, el van cedir a l'Ajuntament de Barcelona per a construir al seu solar una plaça que s'hauria d'anomenar dels Herois espanyols. El 1823 l'Ajuntament va enderrocar el convent. Finit el Trienni Liberal i restituït el rei Ferran VII en el seu ple poder, els caputxins van determinar reedificar el seu convent.

## Nou convent a la Rambla (1823-1835)
Els caputxins volgueren reedificar una nova casa per a l'orde al mateix solar on hi havia hagut l'antic convent, i no disposant de fons per a la construcció es proposen vendre o alienar part del terreny, a la qual cosa projecten obrir un carrer que passi des de la Rambla a la del Vidre (cal recordar que no existia llavors la de Ferran VII). En els plànols que van acompanyar al memorial nou carrer es projecta en un de dos punts a elecció de l'Ajuntament; és a dir, o que arrenqui front el Carrer les Heures a la del Vidre per ser la continuació d'aquella fins a la Rambla, o que passi alguna cosa més al nord, si fa no fa per on passa avui la vorera meridional de la de Ferran, o potser una mica més cap al mar.
Sobre aquest memorial recau el següent acord:
| « | Acorda l'Excm. Ajuntament aprovar com aprova que el Convent de Pares Caputxins de Santa Madrona d'aquesta Ciutat es reedifiqui de nou en el mateix local que ocupava abans de la revolució, i que la reedificació d'ell es faci d'acord amb el referit pla de número 1r; mitjançant emperò les condicions precises i indispensables que hagen de quedar a benefici del Públic li-gratuïtament per part dels expressats Pares Caputxins tot el terreny que es necessiti per a la obertura i formació de dos carrers, una amb l'ample de vint i vuit pams (És el embrió de la de Ferran) que travessi des de la Rambla a la del Vidre, i una altra des de la pròximament aquesta que de nou s'obri a la de n'Aroles, i no és més que un trosset de continuació de la de n'Aroles per trobar la nova), ambdues a la conformitat i en els paratges que demostra l'esmentat Pla de número 1r; que a la reedificació del Convent i construcció d'edifici a la part del Carrer del Vidre hagin, tant els Religiosos com els adquiridors del terreny que per aquests es beneficiï, arreglar-se a la línia que per a la reedificació, regularització i eixample del mateix carrer adopta l'Ajuntament, i és la i que està assenyalada en carmí al pre-inserit i aprovat Pla (la línia de carmí no fa més que eixamplar una mica el carrer del Vidre, i rectificar-la, llevant-li un ressalt que la tanca del convent tenia davant la Carrer de Tres Llits); i que l'esmentat Síndic, quan s'alieni el terreny que els esmentats Religiosos s'han proposat beneficiar, segons resulta del memorial del mateix Síndic, per edificar cases a la part de la Rambla, hagi precisament estipular que els adquiridors d'ell i els seus successors hagin de posar en les mateixes cornises iguals aixecant totes fins a una mateixa i igual elevació, de manera que les segueixi una sola cornisa, sense altra interrupció d'ella que la de l'entrada del carrer que passi des de la Rambla a la del Vidre (la boca de la de Ferran); i així mateix (parla de les voreres) i estaran obligats a arreglar (la cornisa) al model que prescrigui l'Excm. Ajuntament: l'aprovació ... | » |

El mateix any 1824 els caputxins van sol·licitar de l'Ajuntament de Barcelona una petita variació en l'obertura del carrer que de la Rambla havia d'arribar a la del Vidre; retirant una mica cap a muntanya; petició que els va ser concedida en la sessió de 10 de setembre). Després els 28 pams, és a dir 5,48 metres, primitivament projectats per l'amplada del carrer, es van convertir en els 8 o 9 metres de l'actual de Ferran, que era l'amplada de la plaça de la Trinitat; i la seva curta longitud, que no passava del Carrer del Vidre, es va allargar, travessant l'illa que hi havia entre aquest carrer del Vidre i la indicada plaça de la Trinitat; i així va quedar obert el Carrer de Ferran VII, que partint de la Rambla, i sorbiéndose la dita plaça, va arribar al Carrer d'Avinyó. La prolongació del de Ferran fins a la Plaça de Sant Jaume es produí l'any 1841. El terreny que el convent va cedir a la Reial Junta d'ornament de Barcelona per a l'obertura del Carrer de Ferran constava de 5.025 pams quadrats (uns 190 metres quadrats), pams que va cedir gratuïtament. I a més va cedir el de la capella del Santíssim i 4.000 lliures (2.133 duros, 1 pesseta, 66 cèntims) en paga de trossets de solar que li faltaven per arrodonir l'atri del nou temple, els solars del cantó occidental d'aquest atri i el de la cantonada del Carrer de Ferran amb la del Vidre. D'on clarament resulta que el carrer de Ferran des de la Rambla a la del Vidre passa en part per sobre el terreny que va ser de caputxins, i part de particulars.
Llavors els frares per a obtenir recursos amb els què reconstruir el seu convent van alienar una línia de solars que donaven a la Rambla, i la que donava al Carrer de Ferran. La línia que va si fa no fa des del Passatge de Colom al de Bacardí, ja l'havien alienat en temps anteriors; ara van alienar la des de dit punt fins al capdavant del Liceu, és a dir tota la línia de la Rambla, exceptuada la parcel·la destinada a porta del Tragí. Alienar a més la línia de solars de la cara meridional del carrer de Ferran des de la Rambla fins a la del Vidre, menys un, per a donar entrada al seu temple i convent. Emperò en la línia de la Rambla van alienar tot el solar, mentre que a la de Ferran es van desprendre del solar des del subsòl fins al sostre de l'entresòl, quedant-se ells l'espai superior per allà estendre una ala del seu convent; de manera que (i això encara es podia notar a la casa del número 8 del Carrer de Ferran en època de Barraquer), en aquesta línia les botigues i entresòls van ser de particulars, i els restants pisos conventuals. No obstant això que en aquesta línia de cases del Carrer de Ferran no venien els frares més propietat que fins al paviment del primer pis, en les dues cases que estan entre el Passatge de Madoz i el Carrer del Vidre van vendre la propietat plena.
Els decrets esmentats expliquen també per què en aquestes línies de cases totes elles s'eleven a una mateixa altura, i tenen la mateixa cornisa. Al pas que al Carrer de Ferran el convent es va asseure sobre les cases, a la Rambla al tros que va des del Passatge de Colom fins a la casa de la cantonada de Ferran es va separar d'elles per un carreró interior, o androna de 3,14 metres d'amplada, encara avui en gran part existent bé que estreta. Mentre els anys que va durar l'edificació del convent, la comunitat va utilitzar per a església provisional un corredor de baix sostre, la porta donava al carrer del Vidre capdavant del número 1, i per convent les construccions que hi havia al costat de la part posterior de la casa o cases del Carrer de Ferran situades entre l'actual Passatge de Madoz i el Carrer del Vidre.
El 16 d'agost de 1829 el Vicari General de la diòcesi va beneir el convent. Hi havia el temple en el que ara és el Passatge de Madoz, donant pel mateix el front al Carrer de Ferran; i el convent a l'illa limitada per aquest temple, el carrer de Ferran, l'androna posterior de les dites cases de la Rambla, i per la Plaça Reial; quedant, però, algunes dependències a la part oriental del temple, és a dir entre ell i el Carrer del Vidre. No obstant això, tot i que la boca actual que el Passatge de Madoz té al carrer de Ferran coincideix amb l'entrada de l'atri; de l'església caputxina, no coincideixen on s'obria la boca septentrional del Passatge de Madoz una paret de prop amb tres portes donava entrada a un pati de 7,12 metres d'amplada d'est a oest per 6,63 de nord a sud. Dues curtes fileres de xiprers contribuïen al caràcter caputxí que presentava aquest pati. Al fons 10 grades, que passaven d'un costat a l'altre d'ell, ascendien al pòrtic del temple. A aquest s'hi entrava per tres arcs de mig punt sostinguts en pilars de pedra, de secció rectangular i petita cornisa. Ja dins el pòrtic, al fons s'obrien les tres portes del temple corresponents als arcs d'aquell; a la testera del costat occidental la porta del convent, i a la testera de l'oriental un nínxol al mur amb una imatge de la Mare de Déu de la Concepció. De consegüent la porta del convent mirava a l'est, i el nínxol a oest la imatge de la Concepció consistia en una escultura, i el seu nínxol venia protegit per un gran vidre, i adornat de antes estriades en els costats, cornisa superior i terminació barroca a la part alta amb fulles i garlandes. L'església, sagristia i cor, guardava tot la forma caputxina, doncs aquesta ordre, o congregació, construïa tots els seus temples i convents ajustant-se a uns mateixos pla, mides, forma i ornament; salves molt curtes diferències, demanades o pel terreny o una altra circumstància accidental. A la banda oriental del claustre corria al pis sota un llarg corredor que era el d'entrada, que partint de la porta del pòrtic del temple passava per costat el costat de l'Epístola del mateix temple, i arribava a l'hort. Aproximadament a la meitat hi havia l'escala major de la casa. Al meridional del claustre hi havia al costat de l'esmentat corredor el refectori, les finestres donaven a l'hort; després el De profundis, peça d'entrada al refetor, la qual tenia una porta de sortida a l'hort, i després seguia, bé que ja situada a l'ala addicional que es dirigia cap al mar, la cuina i les seves dependències; aquella amb sortida al carreró interior o androna, i des d'allí a la porta del Tragí, que estava on l'actual Passatge de Colom. La casa tenia aigua de peu. En la mateixa ala addicional de l'edifici, paral·lela a la Rambla, es trobaven les dues o tres peces dites espussadors. A la banda septentrional, al pis baix estaria format per les peces posteriors de les cases del carrer de Ferran VII. Com que el nivell del pis baix del convent venia elevat sobre el dels carrers i horta per les deu grades indicades en descriure el pòrtic del temple, va tenir l'ala sud del convent dependències subterrànies, consistents en safareigs on els frares rentaven els seus hàbits, els quals queien sota del refectori i de profundis, i donaven a l'hort.
Al solar que quedava entre el temple i la part posterior de la casa del Carrer del Vidre i aquest carrer, és a dir a l'est de l'església, hi havia les peces que van ser convent provisional, utilitzades el 1835 per a afers variats, i al seu angle oriental hi havia grans excusats. En aquest mateix solar es trobava el pou de Sant Fèlix de Cantalice, i a més una porta no gran que sortia al Carrer del Vidre, davant de la gran herbolaria del número 1.
Fins a arribar a l'època constitucional la província caputxina va tenir en la quadra indicada, situada després de l'edifici antic al Carrer del Vidre, la fàbrica de tela dels hàbits, però després la traslladaren a Sabadell. Per l'anunci de la subhasta dels estris d'aquesta quadra, que d'ells van fer els constitucionals. Diu així: «Dijous 21 de novembre de 1822 estaran de manifest i es subhastaran des de les 9 a les 12 del matí en el suprimit convent de pares caputxins les màquines que van ser de pertinença del mateix per a la fabricació de roba de llana, que consisteixen en una gran de cardar i fer metxa, una de filar, una altra de recollir el fil, un ordidor, un teler, un torn, una màquina de fer madeixes, un torn per batre, diversos altres estris corresponents a l'expressada fabricació, els quals es remataran a última hora a favor de més beneficiós postor». Així mateix també per l'anunci de la subhasta, efectuada després de l'exclaustració de 1835, sabem que el convent tenia, servida per les seves llecs, una oficina de fusteria, les eines i fustes es volien llavors vendre.
Als pisos alts s'accedia prenent l'escala gran o una de menor mida. Encara que usualment els convents caputxins només comptaven amb un pis alt, el de Barcelona, per raó de la prescripció municipal, n'hagué de tenir tres. Sobre els entresòls de particulars del carrer de Ferran s'assentava la infermeria, dependència ben disposada, en cel·les especials i proveïda de tot el convenient al seu objecte. Sobre de la sagristia descansava la biblioteca, segons costum dels convents caputxins, i a la resta de l'edifici estrets corredors donaven entrada a una norantena d'estrets cel·les, que pujaven al nombre de noranta, les que obrien les seves finestretes, a l'hort, o al claustre, però no al carrer de Ferran. Les finestres que donaven a aquesta via per la part interior, o de veritat, eren només finestres, i fins i tot proveïdes de persianes fixes que miraven enlaire, però pel pati exterior eren balcons per raó de l'exigència d'igualtat amb les altres cases i el model prescrit per l'Ajuntament, d'on resultaven balcons als quals no es podia sortir. A l'extrem sud de l'ala addicional de l'edifici paral·lela a la Rambla, sobre el pas del Tragí hi havia una galeria per prendre el sol i passejar en dies de pluja. L'única diferència que la cel·la del superior, tenia sobre les altres era que per una porta comunicava amb la del costat, que servia de despatx.

### Església
L'església comptava amb quatre capelles a cada costat, a més de la de la Comunió, la qual estava als peus del temple, a esquena de la capella o nínxol de la Concepció del pòrtic, i tenia la seva entrada per la primera capella del costat de l'Evangeli, de manera que en aquest costat hi havia cinc capelles, la del Santíssim fora de la línia de la façana, a la del pòrtic.
Aquesta església va haver d'elevar-se al nivell de les cases veïnes. La façana del temple caputxí solia venir precedida d'una creu de fusta col·locada sobre una tosca base de pedra, i acompanyada d'alguns xiprers. En la seva part baixa tenia el pòrtic amb els tres arcs d'entrada indicats en les línies anteriors, els quals quedaven tancats per reixes de fusta; i el pòrtic, com estava fora de la línia de la façana, era acollit pel seu sostre baix de teules. La resta de la façana no presentava més que un llis mur de maçoneria revocada amb una finestra al centre. Acabava en alt per l'angle descrit pels vessants de la teulada a dues aigües, la punta ostentava una petita creu de fusta. Al fons del pòrtic, és a dir capdavant dels seus arcs, s'obria la porta de l'església, i a mà dreta, és a dir a la testera del costat de l'Epístola dins el mateix pòrtic, s'obria la del convent, baixa i apocada.
L'interior presentava una sola nau, sense creuer ni cúpula, amb quatre capelles per costat unides per un passadís, i bastant profundes. Els arcs d'entrada a elles formaven un segment de circumferència, i eren baixos, encara que un ressalt del mur descrivia a la nau sobre d'ells un altre molt més alt, encegat. Els pilars que d'unes capelles separaven les altres eren de secció rectangular, bé que a la part de la nau lluïen unes antes, o més ben dit, ressalts, que servien per a baixar o donar suport a aquests arcs superiors encegats, i també la cornisa. El presbiteri, o absis, guardava l'amplada de la nau, i acabava al fons amb un mur pla; però a les cantonades hi havia uns angles sortints que servien per baixar un altre arc que ressaltant del mur li adornava a la part alta. Els pilars que de la nau separaven el presbiteri eren més sortints que els altres, i sostenien, l'arc d'entrada a aquest, també més baix que els altres de la volta. Les voltes eren de mig cilindre, dividides per arcs transversals en tants compartiments quants eren els parells de les capelles, i adornades amb un gran lluneta a cada costat. Cada lluneta aixoplugava una finestra oberta o tapiada. Les voltes es recolzaven sobre la cornisa que envoltava tota la nau. Les voltes de les capelles presentaven la forma d'aresta creuada. Tot en ells estava construït de maçoneria revocada i emblanquinada. A cada costat del presbiteri i al seu mateix nivell hi havia una tribuna amb gelosies per des d'ella donar gràcies després de la missa.
Les capelles venien separades de la nau per reixes de fusta; després de les quals s'asseien acostats als pilars els confessors. Les dones eren a la nau, i es confessaven des d'ella, però els homes penetraven en les capelles. El confessionari estava format per un forat practicat a aquest fi al pilastró a la cara que mira a l'interior de la capella, i un additament de fusta per a la reixa.
La longitud d'uns 15 metres i l'amplada de la nau mitjana 2,35 m.
Al paviment no li faltaven lloses sepulcrals, però de pedra comú i sense grans ornaments de baixos relleus ni pomposes laudes, ja que els caputxins no les admetien. La situació i forma del cor consistia en una peça de planta quadrada situada després del mur del fons del retaule major, és a dir després de l'absis, de manera que constituïa una sala enterament separada del temple. La comunicació directa amb ell, tal que pugui fer que els assistents al cor estiguin presents al culte de l'església, consistia en una finestreta que des del cor dona a la mateixa ara de l'altar, obrint-se al lloc on solia estar la sacra major. Per mitjà d'aquesta obertura dels assistents al cor veien les celebracions religioses. El cor tenia totes les seves parets revocades, llises i emblanquinades; i el seu sostre consistia en una volta semicilíndrica rebaixada, dividida per arcs transversals en diversos compartiments molt estrets amb una lluneta en cada costat d'ells. Una finestra a la cara oposada al temple l'il·luminava. No tenia completament de cadirat, suplerta per un banc de pi, que brollava del mur. El sostre no gaudia de més alçada que la del pis baix.
Al costat del cor hi havia la sagristia, peça igualment sense decoració. Des de l'església s'entrava en ella per la tribuna lateral. Les còmodes-armaris de fusta guardaven al seu interior induments també sense guarniments d'or ni plata. Les casulles eren de llana i només el cobrecalze de seda.
El convent quedava format per l'illa acabada a orient pel pati i pòrtic del temple, avui entrada del Passatge de Madoz, i pel temple mateix, bé que de l'altre costat d'aquell pati i temple, és a dir entre ells i el carrer del vidre, havia dependències del convent. A sud per l'horta, ara Plaça Reial. A Ponent per la part posterior de les cases de la Rambla mitjançant un carreró interior propi del convent i inclòs en la seva clausura, i per la casa de la cantonada de la Rambla amb el carrer de Ferran VII perquè el carreró o androna no arribava a aquesta carrer, sinó que moria en donar amb l'esquena d'aquesta casa. I per nord amb aquest carrer de Ferran en els pisos alts i amb les cases d'ella en els baixos. De l'angle sud-oest del convent s'allargava una ala d'edifici, en sentit paral·lel a la Rambla, el que arribava prop de l'actual Passatge de Colom i estava separat de les cases de la Rambla per la prolongació de l'esmentada androna. Al centre de l'edifici s'obria una claustre gairebé quadrat.

### Claustre
Al costat de l'Epístola del temple hi havia el claustre. Consistia en un pati quadrat o quadrilong de curtes dimensions. Les seves galeries no arribaven a tals, ja que consistien en un passadís protegit del sol i la pluja per una baixa sostrada de teules a teula vana. Sostenien aquesta sostrada pel costat del pati gruixudes i tosques jàsseres de fusta, i a aquestes uns pilars de maó, de manera que fins als arcs quedaven suprimits. El pati lluïa enrajolat de lloses de pedra i s'aixecava en ell el brocal de pedra de la cisterna amb els seus muntants, també de pedra, senzills, però polits.
Al voltant del claustre hi havia les oficines comunes, de curtes dimensions, sense adorns i sostre baix. Per regla general tenien voltes, semicilíndriques unes, rebaixades altres, però totes de maó, no estaven pintades ni revocades. Només mostraven una estreta franja d'arrebossat a les arestes, d'obra vista a la resta. Les del De profundis i refectori venien dividides per arcs transversals i amb llunetes als costats de cada compartiment. El refetor mesurava 15,40 per 4,70 metres. Els corredors tenien molt baix sostre, a poc més de 2,50 m i curta amplada d'uns 1,50 metres en el pis baix i una mica menys en l'alt. Les cel·les tenien una longitud de 2,36 metres i d'amplada 2,30. Les finestres de les cel·les intervenen uns dos pams de longitud. D'un dels angles sorgeix una prolongació de l'ala d'edifici, i en l'extrem d'ella una galeria per a prendre el sol. Al convent d'aquesta ciutat aquesta prolongació s'estenia cap al mar per darrere de les cases de la Rambla.

### L'espussador
L'espussador consistia en un quartet amb el terra format per un enreixat ample, sota el qual hi havia una altra peça profunda, de llises parets. El caputxí, que per raó de les seves freqüents visites als malalts allotjava en els seus bastos hàbits de llana nombroses puces, les sacsejava allà fent que caiguessin en la peça profunda. I era un escarment habitual dur els escolans que es duien malament, fent-los entrar per engany al pis baix de l'espussador.
La comuna consistia en una folgada peça rectangular, en un dels costats del qual es veia una sèrie de portes en línia recta, les que donaven entrada a sengles quioscos sense sostre, ja que queien dins d'aquesta peça. Un petit envà separava del seu veí cada quiosc. En això les cases caputxines no es diferenciaven gran cosa dels altres convents.

### Hort
Al peu de la casa s'estenia l'horta. L'hort es trobava en un nivell molt inferior al del temple, produït per les deu grades de l'atri. No obstant això, en un terraplè, que venia davant la porta del cap meridional del llarg corredor que des de la porteria passant per al costat del temple arribava a aquesta horta, hi havia dos petits jardins. El del costat occidental criava plantes de jardineria, i l'oriental medicinals. Presidia a aquests jardins un Sant, que estava a la part alta d'una columna, i que pel mateix seria potser Sant Simeó Estilita. Com aquest terraplè no tocava amb el convent, quedava entre ambdós una com a carrer de la profunditat del desnivell de l'horta. Un petit pont salvava el carrer, i donava pas a nivell des del convent al terraplè; i tenint aquest una escala a cada costat facilitava el descens a l'horta. Al peu mateix de la cara meridional del convent el primer que s'entrava en l'horta hi havia una esplanada on els joves s'entretinguessin jugant a botxes. Limitava a aquesta esplanada pel costat sud una fila d'arbres, i després d'ella seguien i als cultius. Aquesta horta sempre va tenir sínia, prova evident de l'escassetat d'aigua de peu. Al principi la sínia es trobava al costat de la Rambla per la part de la Casa Bacardí; però en els darrers anys estava al costat del Carrer del Vidre, entre la línia de la de Tres Llits i la de les Heures. Tot i que els frares llecs en persona conreaven l'horta, sens dubte no bastant ells hi treballava també un hortolà, qui tenia a l'horta una estança separat. Havien figueres de coll de dama. A l'extrem meridional d'aquesta horta, on avui passa la galeria sud de la Plaça Reial, hi havia grans parres. Dues portes des del carrer donaven accés a l'horta. Una, amb tres o quatre graons per pujar a aquesta, al carrer del Vidre, uns deu o dotze passos al sud del de Tres Llits. Una altra gran a la Rambla on creua avui el Passatge de Colom. Per allà podien els carros entrar i sortir de l'horta, i passar tot el referent al tràfec de la cuina, ja que aquesta comunicava amb la porta del Tragí per mitjà del carreró interior o androna. Allà a la Rambla al costat de la porta hi havia una font pública, i al seu costat un arbre corcat que deixava veure un gran buit en el seu tronc. En aquesta porta, que venia front el carrer del Conde del Asalto, sortia el llec a repartir la sopa als pobres. L'horta estava separada del Carrer del Vidre per una paret de prop baixa, i que les cases de la cara oriental d'aquest carrer en aquell temps distaven molt de lluir gales monumentals. Aquestes tenien un sol pis alt de baix sostre. S'hi entrava per un balcó de fusta corregut que comunicava amb el carrer per una escala exterior, de la mateixa matèria, traça i manera pròpia del Pirineu.

### Patrimoni mobiliari
El retaule major solia consistir en un grandíssim llenç a l'oli amb senzill marc, i amb unes petites grades i sagrari al seu peu. Els laterals brillaven igualment per la seva simplicitat. El retaule major consistia en un immens llenç a l'oli, que mesurava 4,50 metres d'altura per 2,65 d'amplada, pintat per Antoni Ferran. A la part alta d'ell es representava a Madrona de Tessalònica entre núvols envoltada d'àngels, apareixent sobre Barcelona, i a la part baixa a la ciutat i als tres consellers, dels quals el Conseller en cap ofereix a la Santa en una safata d'or els cors dels barcelonins. El 1903 estava aquest quadre al presbiteri de l'església de Santa Madrona la Vella.
Al peu del llenç, i tancades dins d'una urna, es guardaven i veneraven en el mateix retaule de caputxins les relíquies d'aquesta Santa. El Llibre cerimonial de la Casa la Ciutat de Barcelona parlant del convent de Montjuïc diu: «Caputxins de Santa Madrona, i aquesta Església i Casa és edificació de la Ciutat, i la conserva i sustenta a són despesa, i els consellers tinença les claus de la Caxa del Cors Sant i del Sacrari hont reposa; est santuari de gran Devoció». El 1903 les restes de la santa es veneraven al retaule major de la parròquia de Santa Madrona, i eren en una petita caixa de fusta paral·lelepípeda de 52 centímetres de longitud, 20 d'amplada i 22 d'alçada, coberta de vellut carmesí i adornada amb trenetes d'or clavades amb tatxes daurades. La caixa estava tancada en una urna romànica.
Dels altres retaules se sap que en el del Santíssim hi havia en un costat Sant Bernat d'Onde i en l'altre Sant Crispí de Viterbo, tots dos sants caputxins; que a la primera capella del costat de l'Evangeli, per la qual s'entrava a la de la Comunió, es venerava a la Divina Pastora, escultura de mida natural, col·locada en una muntanya de suro, i envoltada d'ovelles i el llop, imatge que després pas molts anys en una capella de l'església de Sant Jaume. En la gran peça com avantsala de la porta lateral de Sant Agustí poden avui veure dos llenços a l'oli grans, que té un a Sant Antoni de Pàdua i un altre a Sant Llorenç de Brindisi. El primer amidava 2,10 metres de longitud per 1,50 d'amplada, que Ceán Bermúdez atribueix a Antoni Viladomat. La seva mida i la forma artística del seu marc, acabat en alt per una mena de frontó corbat, indiquen que va ser la imatge d'un retaule. El segon mesura els mateixos 2,10 metres d'altura pels 1,50 d'amplada. Representa Llorenç de Brindisi dient missa en l'acte d'aparèixer el Nen Jesús. Barraquer argumenta que aquesta peça fou un retaule.
Barraquer afirma que posseïa un gravat del segle xix amb el títol: «Veritable Retrat de Santa Madrona que es venera a l'Església de Caputxins de Barcelona.» Presenta un retaule senzill neopagà aixoplugat sota un dosser. Al nínxol hi ha la imatge. Barraquer suposava així que aquesta Santa, a més de rebre culte en les seves relíquies del retaule major, tenia un altre mateix menor. A l'església actual de Santa Madrona la Vella en sengles mènsules del retaule major es veneren una imatge de Sant Benet i una altra de Sant Nònit, ambdues d'escultura, d'un metre escàs d'alçada, les que van pertànyer al seu temple de Barcelona, i opino que figurarien en els costats d'algun retaule. Manuel Tramulles, deixeble de Viladomat, mort el 1791, va pintar per a aquesta església caputxina una Divina Pastora, de la qual es va perdre la seva pista el 1835. En la mateixa urna del cos de Santa Madrona hi havien algunes relíquies de Fructuós de Tarragona, Arquebisbe de Tarragona, i dels seus diaques Auguri i Eulogi, cendres d'uns corporals en què es va vessar el sanguis d'un calze, relíquies també de la columna en què va ser assotat Jesucrist i del sepulcre de Maria Santíssima; i tot estava tancat amb sis claus, que guardaven els sis regidors més ancians.
Les indicades autèntiques, o millor part d'elles, es referirien a «dos grans reliquiaris de fusta de deu pams de llarg i set i mig d'alt tancats amb vidres a la part de davant, que es trobaven fixos a les parets laterals del presbiteri de aquesta Església de Caputxins, i respectivament contenen les relíquies de diversos sants màrtirs, ja reconegudes i aprovades pel Tribunal Eclesiàstic de Barcelona. Tot i la pobresa material de les vestimentes caputxines els vasos sagrats, lluïen més valor, i se citen especialment dues custòdies, un dels que tenia dos àngels d'or, o potser de plata daurada.

### Arxiu
A Las casas de religiosos en Cataluña durante el primer tercio del siglo XIX diu el següent: "De que el convento atesoraba rico y bien ordenado archivo me convenció el invencible argumento de Santo Tomás apóstol... Hállase hoy en la sala de manuscritos de la Biblioteca provincial-universitaria de esta ciudad". Al convent d'aquesta ciutat es guardaven dos arxius, el local, i el provincial anomenat a l'Orde Arxiu de la Definició, o sigui del Definitori, cos auxiliar del Pare Provincial. A l'últim pertanyien els més dels documents. Entre ells hi havia una multitud de volums de la mida del paper de barbes, o segellat, cosits, tots molt voluminosos; cadascun dels quals contenien els documents referents a la fundació, títols de propietat, permisos oficials, aigües, homes cèlebres, etc., d'un convent diferent. A l'arxiu caputxí consistia en un 1r, 2n, 3r, etc.: en la biblioteca universitària diu així: «Archivo de PP. Capuchinos.—Documentos relativos a la fundación del convento de... (Granollers, Figueras, etc.), con su índice correspondiente». D'on resulta que a la Definició estaven a la vista, ben col·locats i ressenyats amb índex, tots els documents de cada convent de la província regular. Sobre ells podia el superior dictar amb ple coneixement de causa les disposicions convenients. Hi havia més de vint d'aquests toms. havien també a més, diversos volums dels annals de la província. Va començar aquests annals el Pare Miguel de Valladolid; els va continuar el Pare Pau de Sarrià; i els va acabar fins a arribar a 1721 el Pare Raimundo de Lloret. Segons Barraquer allí hi havia deu toms de la mida de mig foli, que contenien les professions emeses pels religiosos al convent-noviciat de Sarrià, les quals arriben a 1804. A més un altre tom de professions emeses en el convent de Sant Roc, a Figueres. Barraquer també relaciona altres treballs volums de miscel·lànies de documents i escrits, un d'ells titulat «Pastorales de Obispos y otros documentos interesantes con su índice correspondiente».
Nou volums o lligalls, el títol actual diu: «Archivo de Capuchinos.— Documentos pertenecientes a las Misiones de Guayana y alto y bajo Orinoco». Un lligall: «Archivo de Padres Capuchinos.—Cartas de petición y acción de gracias de varios personajes al M. R. P. Provincial desde 1721 al 1780».
Un volum titulat: «Capuchinos.—Original proceso del... entre partes del P. Provincial de Capuchinos de la provincia de Cataluña de una, y el P. Provincial de la Compañía de Jesús de la provincia de Aragón de otra: sobre qual de las cuevas que ambas partes posehen extramuros de la ciudad de Manresa es la única y verdadera en que el Santo Patriarca San Ignacio de Loyola hizo su penitencia.—Tomo 5.°». Un volum enquadernat amb el títol: «Llibre en que se notan las entradas y eixidas dels PP. Capuchins y Noviciat de Sarria per mans del Sr Dn Venceslao Lasoli Amich espiritual concedit per lo M. R. P. Proval en lo any 1832, sent Guardia lo R P. Feliu de Sabadell». Un tom cosit: «Documentos relativos a la Tercera Orden de Capuchinos». Un lligall amb el rètol modern: «Cartas de varios personajes, peticiones de fundaciones de conventos de varios pueblos, y citatorias para capítulos provinciales». Un altre lligall de cartes dels superiors generals i provincials sobre diversos assumptes. Un lligall titulat «Capítulos provinciales» amb una multitud de quaderns, cadascun dels quals ressenya la distribució del personal de Catalunya pels diferents convents. Són del segle xviii i el rètol antic de cada quadern diu: «Tablas formadas de las familias (los capuchinos llaman familia d cada comunidad) hechas en la Congregación celebrada en Barcelona, a los[...]»
L'arxiu guardava altres documents com nombrosos plànols de convents, projectes d'obres o cursos de conducció d'aigües.

### Biblioteca
El CRAI Biblioteca de Fons Antic de la Universitat de Barcelona conserva, arran de la desamortització dels convents del 1835, els fons provinents del Convent de Santa Madrona, que actualment sumen més de 400 edicions. Així mateix, ha registrat i descrit diversos exemples de les marques de propietat que van identificar el convent al llarg de la seva existència.

## Activitat
Els caputxins no posseïen béns, ni propietats, ni drets reals. Només tenien les hortes annexes als cenobis. Ni fins i tot diners guardava la comunitat, ni el seu superior. El síndic apostòlic tenia en nom del papa les quantitats, rebia les entrades i efectuava les sortides; i fins als contractes referents a les cases-convents i les seves hortes els feia i signava aquest síndic. A les sagristies hi havia un raspall on els fidels dipositaven les almoines de les misses que encarregaven. Un dia a la setmana el síndic obria el raspall, i en vista, de la seva existència la comunitat celebrava el corresponent nombre de misses. Mai el frare tocava uns diners. Per concessió del rei Felip V comptava el convent de Barcelona amb una almoina diària de carn, a càrrec de l'Ajuntament consistent en sis lliures de carn diàries i una pell de bou, a contraprestació de celebrar diàriament una missa a la parròquia de Sant Jaume, una altra a la Casa Galera (casa de reclusió de dones), ensenyar la doctrina a la casa de Misericòrdia, i assistir a tots els veïns de la Ciutat.
La casa de Barcelona el 1835 albergava 61 frares professos; dels quals 25 eren preveres, 12 coristes estudiants, 4 coristes germans, i 20 llecs. Entre els primers es comptava, acompanyat dels quatre definidors, el Pare Provincial Segismundo de Frontañá i el seu secretari Pare José de Mataró, ambdós servits d'un llec i dedicats al govern de la província regular. El convent de Barcelona era la residència habitual del Superior de la província i del seu senat i secretari. Dels altres religiosos cadascun treballava al ministeri, o càrrec, que li era propi; els preveres als sagrats, els coristes als estudis.